# Machinemade God
Machinemade God war eine deutsche Metalcore-Band aus Essen.

## Geschichte
Im Jahr 2003 wurde die Band von Sänger Florian Velten, den Gitarristen Holger Kiparski und Sky van Hoff, dem Bassisten Sven Luppus und dem Schlagzeuger Max Kotzmann gegründet. Machinemade God spielten Konzerte mit Caliban, God Forbid oder As I Lay Dying.
Ihr erstes Demo wurde 2004 eingespielt. Es beinhaltet vier Songs und wurde selbst aufgenommen.
Im April 2005 machte sich die Band auf den Weg nach Dänemark, um dort ihr Debüt-Album The Infinity Complex aufzunehmen. Produziert wurde das Album vom ehemaligen Hatesphere-Sänger Jacob Bredahl. Das Mastering übernahm Ziggy in seinem ZigZound Studio. Im Juni 2005 spielte die Band auf dem Pressure Festival als erste Band ohne Plattenvertrag.
Anfang 2006 nahm das Plattenlabel Metal Blade Records sie unter Vertrag und im Februar desselben Jahres wurde The Infinity Complex veröffentlicht. Im Sommer ging die Band auf eine vierwöchige Europa-Tour mit Evergreen Terrace.
Im Jahr 2007 tourte Machinemade God als Headliner durch Deutschland. Im Anschluss daran begannen sie, ihr zweites Studio-Album Masked einzuspielen. Produziert wurde das neue Album vom Gitarristen Sky van Hoff selbst. Die instrumentalen Tracks wurden im Smart’n’Hard Studio in Aarhus, Dänemark, eingespielt, der Gesang im Tonstudio Be! in Köln. Am 24. August wurde das Album unter Metal Blade Records veröffentlicht.
Am 29. August 2008 gab die Band auf ihrer MySpace-Seite bekannt, dass Gründungsmitglied und Sänger Florian Velten die Band verlässt. Noch im gleichen Jahr wurde die Band aufgelöst.

## Diskografie

### Studioalben
- 2006: The Infinity Complex
- 2007: Masked

### Demos
- 2003: Demo 2003
- 2004: Demo 2004